# 圣康坦拉波特里
圣康坦拉波特里（法語：Saint-Quentin-la-Poterie，法語發音：[sɛ̃ kɑ̃tɛ̃ la pɔtʁi]）是法国加尔省的一个市镇，位于该省中东部，属于尼姆区。

## 地理
圣康坦拉波特里（44°2'43"N, 4°26'28"E）面积24.06 平方千米，位于法国奧克西塔尼大區加尔省，该省份为法国南部沿海省份，南端濒地中海，北起顺时针与阿尔代什省、沃克吕兹省、罗讷河口省、埃罗省、阿韦龙省和洛泽尔省接壤。
与圣康坦拉波特里接壤的市镇（或旧市镇、城区）包括：拉巴斯蒂德当格拉、拉布吕吉耶尔、丰塔雷什、圣洛朗拉韦尔内德、圣西夫雷、圣维克托德苏勒、于泽斯、瓦拉布里。

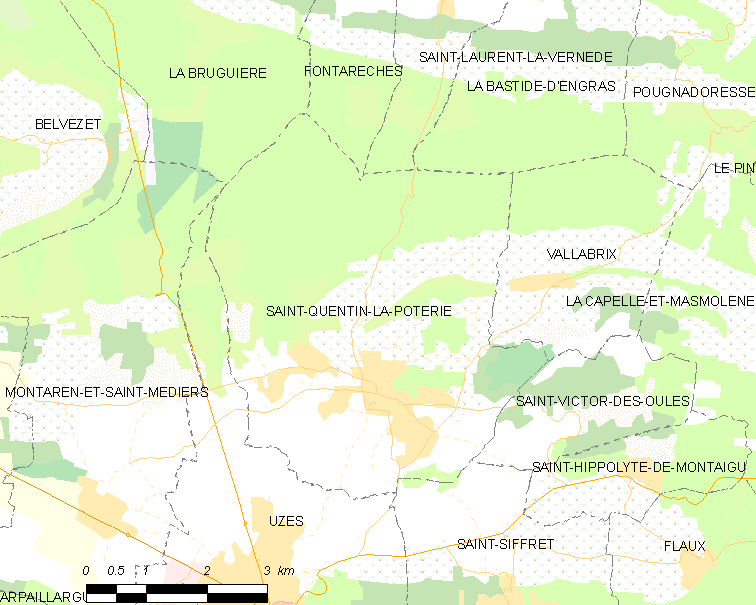
圣康坦拉波特里的OSM定位图

圣康坦拉波特里的时区为UTC+01:00、UTC+02:00（夏令时）。

## 行政
圣康坦拉波特里的邮政编码为30700，INSEE市镇编码为30295。

## 政治
圣康坦拉波特里所属的省级选区为于泽斯县。

## 人口

1962-2008年间圣康坦拉波特里人口变化图示

圣康坦拉波特里于2022年1月1日时的人口数量为3110人。